# Бенет (језеро)
Језеро Бенет (енгл. Lake Bennett) је мало слатководно језеро смештено 80 km јужно од Дарвина, престонице аустралијске покрајине Северне територије. Налази се између 22°55′ЈГШ и 130°57′ИГД